# 刀剣
刀剣（とうけん）は、刃のついた手持ちの武器を、片刃のものと両側に刃のついたものとを含めて広く指すための総称であり、槍や薙刀まで含む総称である。片刃のものを指すために刀という文字を、両刃のものを指すために剣という文字を使い、2文字を組み合わせて総称的な用語とし、洋の東西を問わず諸刃の剣、片刃の刀、槍、さらに薙刀まで含める総称として使われている。
洋の東西を問わず刃のついた手持ちの武器を広く指すために使われている用語である。日本では平安時代以降に片刃のものが主流になった特殊な歴史があり、剣と言うと西洋の諸刃のものばかりに焦点が当てられ、刀というと日本刀ばかり指すようになったので、どちらの語を使っても偏りが生じ、西洋と東洋を含めて世界の刃つきの手持ちの武器を偏り無く広く指すためには刀剣という総称が必要となった。

## 刀剣の種類
- 剣
- 刀
- 槍
- 薙刀

## 刀剣の部位の名称
- 剣身、刀身、ブレード

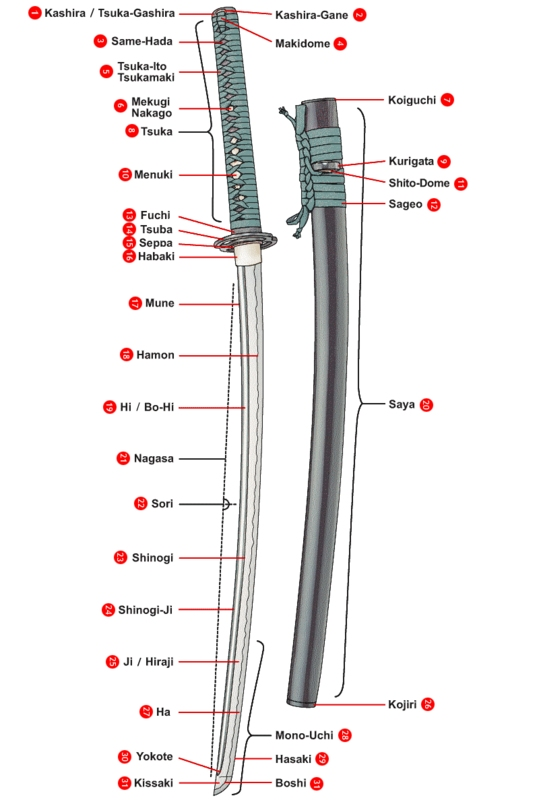
日本刀の部位

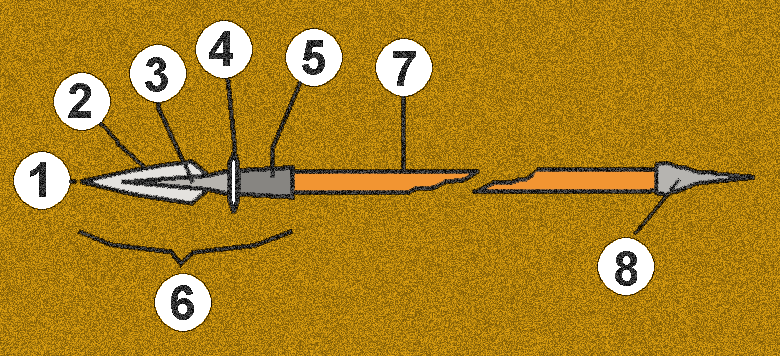
槍

  - 鋩（きっさき）、鋒（ほこさき）、鋩子（ぼうし）、ポイント　-　剣の先端部分、切っ先とも。
  - 疑似刃、ファルスエッジ
  - 鎬
  - 樋、フラー
  - 刃、刃先、エッジ
  - 峰
  - 中子、茎、タング（タン）
- 柄、ヒルト
  - 鍔、ガード
  - 護拳、ナックルガード
  - 握り、グリップ
  - 柄頭、パメル[2]

## 刀剣の新聞
- 刀剣春秋新聞社『刀剣春秋』

## 刀剣の雑誌
- 日本美術刀剣保存協会『刀剣美術』

## 関連文献
- 『改訂増補 刀工総覧』川口陟・飯田一雄（校訂）　刀剣春秋新聞社・宮帯出版社（発売） ISBN 9784885830082
- 『金工事典』若山泡沫・飯田一雄（校訂）　刀剣春秋新聞社・宮帯出版社（発売） ISBN 9784885830174
- 『アイテム・コレクション』 安田均・グループSNE 富士見文庫 ISBN 9784829142271
- 『図説 西洋甲冑武器事典』三浦権利 柏書房 ISBN 9784760118427
- 『武器辞典』 市川定春 新紀元社 ISBN 9784883172795
- 『武器と防具・日本編』 戸田藤成 新紀元社 ISBN 9784883172313
- 『武器と防具・中国編』 篠田耕一 新紀元社 ISBN 9784883172115
- 『武器と防具・西洋編』 市川定春 新紀元社 ISBN 9784883172627
- 『武勲の刃』 市川定春・怪兵隊 新紀元社 ISBN 9784915146237
- 『魔導具事典』 山北篤・稲葉義明 新紀元社 ISBN 9784775300350
- 『図説・日本武器集成』決定版 歴史群像シリーズ 歴史群像シリーズ編集部 編 学習研究社 ISBN 9784056040401
- 『図説・中国武器集成』決定版 歴史群像シリーズ 歴史群像シリーズ編集部 編 学習研究社 ISBN 9784056044317
- 『刀剣甲冑手帳』 刀剣春秋編集部 編　刀剣春秋新聞社・宮帯出版社（発売） ISBN 9784863660632
- 『中国武術兵器法』 青木嘉教 愛隆堂 ISBN 9784750202334
- 『隠し武器総覧』 名和弓雄 壮神社 ISBN 9784915906367
- 『図解隠し武器百科』 名和弓雄 壮神社 ISBN 9784404008077
- 『【決定版】図説忍者と忍術 忍器・奥義・秘伝集』 歴史群像シリーズ 歴史群像シリーズ編集部 編 学研マーケティング ISBN 4056048142
- 『【決定版】忍者・忍術・忍器大全』 都市鉄道研究会 著 歴史群像編集部 編 学習研究社 ISBN 4054041205